# Caenis belfiorei
Caenis belfiorei is een haft uit de familie Caenidae. De wetenschappelijke naam van de soort is voor het eerst geldig gepubliceerd in 1986 door Malzacher.
De soort komt voor in het Palearctisch gebied.